# Bazsi
Bazsi è un comune dell'Ungheria di 465 abitanti (dati 2001). È situato nella contea di Veszprém.

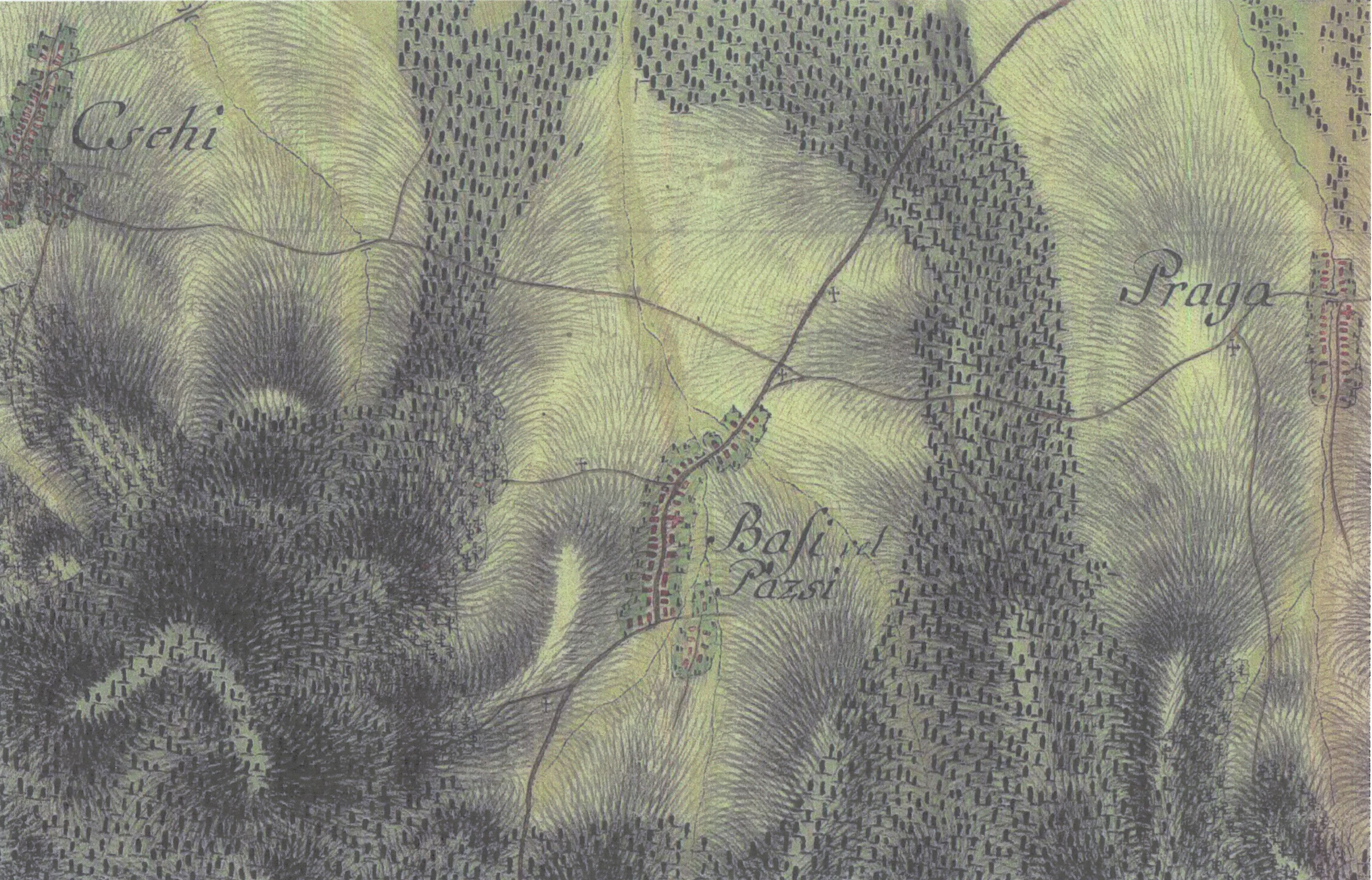
Mappa di Bazsi del 1780-85